# Jackie Chan: Új csapás
A Jackie Chan: Új csapás (eredeti címe: Shanghai Noon) egy 2000-ben bemutatott amerikai western akcióvígjáték, rendezte Tom Dey. A forgatókönyvet írta Alfred Gough és Miles Millar. A produkció főszerepében Jackie Chan, Owen Wilson és Lucy Liu. A film premierjét 2000. május 23-án mutatták be az Egyesült Államokban. Magyarországon 2000. augusztus 10-től vetítették a mozikban.
A filmnek folytatása is készült, második részét, a Londoni csapást 2003-ban mutatták be.

## Cselekmény
1881-ben a császári hercegnő, Pei Pei, aki boldogtalan a Tiltott Városban, követi angol tanárát, Andrews-t az Egyesült Államokba. Csakhogy csapdába esik, és Andrews eladja őt Lo Fongnak, egy hazájából száműzött bűnözőnek, és túszként kényszermunkára kényszeríti a kínai emigránsokkal teli vasútépítkezésen.
A császár magánkívül van az aggodalomtól, és egy csapat császári gárdistát küld a kiszabadítására és a váltságdíj átadására, köztük a császári gárdista Cson Wangot és nagybátyját. Ám a vadnyugaton a vonatukat rablók támadják meg, akiket a piperkőc fegyverforgató Roy O'Bannon vezeti. Miután nagybátyját lelőtték, Cson szembeszáll Royjal, de mindketten durván leesnek a vonatról.
Cson egyedül folytatja tovább útját Carson Citybe, ahol a váltságdíj átadásának kellett volna megtörténnie. Eközben megismerkedik cowboyokkal, bekerül egy indián törzsbe, és feleségül veszi a harcedzett indiánhölgyet, Hulló Levelet. Ezalatt Royjal folytonosan egymásba botlanak, megnehezítve a másik dolgát. Kénytelenek összefogni, és együtt elindulni a hercegnő kiszabadítására. A leszámolásra egy kolostortemplomban kerül sor. Roynak sikerül kiiktatnia Lo Fong csatlósát, a pontosan célzó Van Cleef marsallt, míg Cson végül kiszabadítja Pei Peit Lo Fong karmai közül.
A győzelmet már barátokként ünneplik, mindketten elnyerve a hölgyet: Cson Pei Peit, aki Amerikában akar maradni, és Roy Hulló Levelet.

## Szereplők
| Szerep           | Színész         | Magyar hangja        |
| ---------------- | --------------- | -------------------- |
| Cson Wang        | Jackie Chan     | Háda János           |
| Roy O'Bannon     | Owen Wilson     | Széles László        |
| Pei Pei hercegnő | Lucy Liu        | Haumann Petra        |
| Hulló Levél      | Brandon Merrill | n.a                  |
| Lo Fong          | Roger Yuan      | Reisenbüchler Sándor |
| Nathan Van Cleef | Xander Berkeley | Borbiczki Ferenc     |
| császári testőr  | Rongguang Yu    | Besenczi Árpád       |
| császári testőr  | Ya Hi Cui       | n.a                  |
| császári testőr  | Eric Chen       | n.a                  |
| Calvin Andrews   | Jason Connery   | Epres Attila         |
| Wallace          | Walton Goggins  | Kaszás Mihály        |
| Blue             | Adrien Dorval   | Csendes Olivér       |
| Vasquez          | Rafael Báez     | Takátsy Péter        |

## Fogadtatás
A film jó értékelést kapott. A Rotten Tomatoeson 80%-os minősítést ért el 134 vélemény alapján, az összefoglaló szerint: „Bár a cselekményt nem lehet nagydobra verni, Jackie Chan és Owen Wilson jól működnek együtt. Az operatőri munka remekül néz ki, Jackie pedig fergeteges alakítást nyújt. Ez egy régimódi közönségkedvenc.” A. O. Scott a The New York Timestól azt írta: „Az Új csapás a klasszikus nyugati hagyományoknak megfelelően a férfibarátság ünnepe, szemtelenül fiatalos, fiúsan pimasz és lefegyverzően édes.” Lisa Schwarzbaum az Entertainment Weekly-től úgy vélte „az Új csapásból hiányzik a Csúcsformában mániákus energiája, mert nem bízik a saját, sokkal nagyobb, potenciálisan lenyűgöző történetében.”
A MetaCritic 77 pontot adott a 100-ból 30 vélemény alapján. Chris Kaltenbach a Baltimore Suntól azt írta: „A harcművészetek varázslója jó érzékkel mutatja be a Butch és Sundance kölyök dolgot.” Jonathan Foreman a New York Posttól úgy gondolta „a Fényes nyergek óta ez a legjobb western vígjáték.” Peter Travers a Rolling Stone-tól azt írta: „Wilson egyenesen fergeteges, úgy játssza ezt a cowboyt, mint egy szörfös srác, akit visszarepítettek az időben.”
A film nyereséges volt pénzügyileg. A Box Office Mojo szerint 99 millió dolláros bevételt kaszált az 55 milliós költségvetésbe.